# Нелли и месье Арно
«Нелли и месье Арно» (фр. Nelly et Monsieur Arnaud) — кинофильм совместного производства кинематографистов Франции, Италии и Германии, поставленный режиссёром Клодом Соте в 1995 году. Главные роли роли исполнили Эммануэль Беар и Мишель Серро. Фильм получил ряд кинематографических наград, включая 11 номинаций на премию «Сезар», в двух из которых — за лучшую режиссёрскую работу (Клод Соте) и лучшую мужскую роль (Мишель Серро) — получил награды.

## Сюжет
25-летняя Нелли переживает сложный период: после пяти лет брака она понимает, что должна расстаться с мужем, и в то же время теряет постоянную работу. Подруга Нелли знакомит её с Пьером Арно, состоятельным господином, который старше её на 40 лет, он элегантный и скромный, но ему уже абсолютно всё в жизни наскучило. В прошлом Арно был судьей, сейчас пишет мемуары и предлагает Нелли стать его секретарём. Благодаря своей интеллигентности и мудрости юрист добивается того, что его платонические отношения с девушкой вытесняют из её жизни всех младших соперников.
С каждым днём встречи Нелли и господина Арно приобретают все большую значимость для обоих. Нелли знакомится с издателем мемуаров господина Арно Венсаном. Возникшая с первого взгляда взаимная симпатия между Нелли и Венсаном перерастает в роман..…

## В ролях
| Актёр           | Роль          |
| --------------- | ------------- |
| Эммануэль Беар  | Нелли         |
| Мишель Серро    | Пьер Арно     |
| Жан-Юг Англад   | Венсан Гранек |
| Клер Надо       | Жаклин        |
| Франсуаза Брион | Люси          |
| Мишель Ларок    | Изабель       |
| Майкл Лонсдейл  | Долабелла     |
| Шарль Берлин    | Жером         |
| Жан-Пьер Лори   | Кристоф       |

## Награды и номинации
- 1995 — специальный приз жюри на кинофестивале в Вальядолиде.
- 1995 — Приз Луи Деллюка (Клод Соте).
- 1996 — две премии «Сезар» за лучшую режиссуру (Клод Соте) и за лучшую мужскую роль (Мишель Серро), а также 9 номинаций: лучший фильм (Клод Соте), лучший сценарий (Жак Фьески, Клод Соте), лучшая женская роль (Эммануэль Беар), лучшая мужская роль второго плана (Жан-Юг Англад и Майкл Лонсдейл), лучшая женская роль второго плана (Клер Надо), лучшая музыка (Филипп Сард), лучший монтаж (Жаклин Тьедо), лучший звук (Пьер Ленуар, Жан-Поль Лублиер).
- 1996 — премия «Люмьер» за лучшую мужскую роль (Мишель Серро).
- 1996 — премия «Давид ди Донателло» за лучший зарубежный фильм (Клод Соте), а также две номинации: лучший зарубежный актёр (Мишель Серро), лучшая зарубежная актриса (Эммануэль Беар).
- 1997 — номинация на премию BAFTA за лучший фильм не на английском языке (Ален Сард, Клод Соте).
- 1997 — две номинации на премию «Серебряная лента»: лучший зарубежный режиссёр (Клод Соте), «Европейская Серебряная лента» (Клод Соте).